# ماه‌وش
ماه‌وش فیلمی به کارگردانی محمد درمنش و نویسندگی محمدمهدی گمینی ساختهٔ سال ۱۳۸۶ است. داوود میرباقری مدیر فیلم‌برداری این فیلم بوده‌است.

## بازیگران
- نسرین مقانلو
- محمدرضا داوودنژاد
- مجید مشیری
- هوشنگ توکلی
- علیرضا علیا
- محبوبه بیات
- آرزو افشار
- محمد الهی
- آزاده ریاضی
- امیر باران لوئی
- کاظم افرندنیا
- فرزاد حاتمیان
- مهدی گمینی